# Montagnac (Hérault)
Montagnac település Franciaországban, Hérault megyében. Lakosainak száma 4465 fő (2022. január 1.). Montagnac Aumes, Castelnau-de-Guers, Cazouls-d’Hérault, Lézignan-la-Cèbe, Mèze, Pézenas, Pomérols, Saint-Pons-de-Mauchiens, Usclas-d’Hérault és Villeveyrac községekkel határos.

## Népesség
A település népességének változása:
| Lakosok száma | 3021 | 2897 | 2953 | 3517 | 3907 | 4257 | 4336 | 4324 | 4318 | 4465 |
|               | 1968 | 1982 | 1990 | 2006 | 2013 | 2015 | 2017 | 2019 | 2020 | 2022 |